# Paulushof
Paulushof is een plaats in de Duitse gemeente Hellenthal, deelstaat Noordrijn-Westfalen, en telt 47 inwoners (2006).